# Beechcraft 1900
Beechcraft 1900 är ett passagerarflygplan för 19 passagerare och med två turbopropmotorer och tryckkabin. Planet tillverkades av Beechcraft Division i Raytheon Company (senare Hawker Beechcraft). 
Den används som regionalflyg, fraktflyg, företagsflyg med mera och har 700 km räckvidd även om den brukar användas på kortare linjer än så. Planet används i Sverige på några trafiksvaga linjer.
Den nyaste versionen 1900D, tillverkad 1991–2002, har tillräcklig höjd i kabinen för att de flesta kan stå rakt, något som normalt inte gäller i plan för 19 passagerare.